# Bekasi
Bekasi (pronunție în indoneziană [ˈbɛkasi]) este un oraș din Java de Vest, Indonezia, situat pe granița de est a Jakarta. Acesta servește ca oraș de navetă în zona metropolitană Jakarta, deși are remarcabile comerț, afaceri și industrii. Cu 2,93 milioane de locuitori pe o suprafață de 210,49 kilometri pătrați (81,27 mp), Bekasi este al treilea cel mai populat oraș din Indonezia și cel mai populat oraș din vestul Java. Acesta este mărginit de Regența Bekasi la nord și est, Regența Bogor și Depok la sud, iar Jakarta de Est la vest. Este cel mai populat oraș satelit al Indoneziei și unul dintre cele mai populate la nivel mondial, dar încă este în urma Incheon și Yokohama.
Bekasi este unul dintre cele mai vechi orașe din Indonezia și are o istorie de a fi capitala Regatului Tarumanagara. Pe atunci, numele de Bekasi era Dayeuh Sundasembawa. Cele mai vechi dovezi ale existenței sale datează din secolul al V-lea conform inscripției Tugu. Fiind un oraș dormitor, multe zone satelite mijlocii au fost dezvoltate în Bekasi, completând centrele comerciale proprii, școli, spitale, case de club, parc acvatic și servicii de autobuz de transfer către centrul Jakarta. Numărul mare de companii multinaționale a atras, aparent, o mulțime de expatriați (în special japonezi și coreeni) care se stabilesc în Bekasi.

## Legături externe
- La Wikivoyage găsiți un ghid turistic despre Bekasi
- Bekasi local government website